# Mary (bateau)

La Mary était un bateau utilisé durant la déportation de l'île Saint-Jean en 1758.

## Historique
Avec ses 600 tonneaux, la Mary était le plus gros des bateaux de transport utilisés durant la déportation de l'île Saint-Jean. Son capitaine était Alexander Donaldson. La Mary prit 560 passagers qui avaient été débarqués à la forteresse de Louisbourg le 4 septembre 1758 alors qu'elle ne devait à l'origine n'en embarquer que 540.
Elle quitta la forteresse le 27 septembre à destination de Saint-Malo en compagnie de la Sukey. Le 31 octobre, elle mouilla toutefois l'ancre dans le banc Mother, dans le Solent à proximité de l'île de Wight en Angleterre,  car plusieurs – voire la plupart – des passagers souffraient de maladies, la Malignant Distemper. De plus, la coque fuit, empêchant de terminer le voyage jusqu'en France. Durant le voyage, le capitaine Donaldson immergea de 240 à 260 morts, pour la plupart des enfants.
Une dépêche fut envoyée de Spithead à Londres le 1er novembre et un sauvetage fut organisé le 3. Le Bird et le Desire furent choisis pour secourir les passagers, mais leurs équipages désertèrent, effrayés par la maladie ; la Mary se trouve alors à Ryde. Le 12 novembre, un chirurgien présenta un rapport selon lequel la maladie n'était pas contagieuse et proposa de transférer les prisonniers directement en France. Il nota également que les prisonniers souffraient de famine et que plusieurs étaient nus. L'amirauté est inquiète à l'idée que cette catastrophe pourrait ternir son image ; elle redoute d'ailleurs que le capitaine Donaldson ait maltraité les prisonniers. Les passagers les plus mal en point furent transférés sur le Desire le 12 novembre alors qu'un nouvel équipage montait à bord, emportant des provisions supplémentaires. L'ordre de transférer tous les prisonniers à bord du Bird et du Desire et de les déporter en France sous pavillon blanc fut donné le 13 novembre 1758. Des chirurgiens français qui emportèrent quelques médicaments furent admis à bord le 15.
Deux navires anglais atteignirent Cherbourg à la fin novembre ; ce sont peut-être le Bird et le Desire, ou du moins ils transportèrent une partie de leurs passagers. L'un des deux navires retourna à Portsmouth sans décharger les coffres appartenant aux prisonniers tandis qu'un employé du port de Cherbourg vola le contenu d'autres coffres avant de les charger sur un bateau. Des objets volés furent d'ailleurs trouvés dans le bureau du maître du port. Selon des témoins, l'équipage du Desire ne découvrit les coffres que peu de temps avant l'arrivée en Angleterre, où le capitaine se serait réparti le butin avec l'équipage. Le capitaine du Desire avoua son crime et fut suspendu. Le 17 novembre, le capitaine Donaldson reçut l'ordre de mener la Mary sous escorte pour qu'elle soit retirée du service. Selon l'historien Earle Lockerby, ce ne fut probablement pas une mesure disciplinaire mais seulement que la Mary était vraisemblablement un bateau loué.
La mortalité pour cause de maladies fut très élevée à bord du Mary : de l'ordre de 45 %. L'historien Earle Lockerby estima en effet que sur les 560 passagers, 255 moururent de maladies.
Il se peut que certains passagers du Mary restèrent en Angleterre. Il est également possible que les prêtres Pierre Cassiet et Jean Biscarat voyagèrent sur le Mary, ce qui expliquerait leur état de santé. Pierre Cassiet fut en effet malade durant la traversée. Il existe plusieurs théories sur son sort mais il est certain qu'il se rendit à Morlaix pour se soigner. Plusieurs auteurs ont mentionné que le prêtre Jean Biscarat était mort durant un naufrage, ce qui est faux, mais il décéda tout de même peu de temps après son arrivée en Angleterre.